# Perfecto Records
Pour l’article homonyme, voir Perfecto.
Perfecto Records est un label discographique de trance fondé par Paul Oakenfold en 1989.

## Histoire
Le label est fondé en 1989 par le DJ Paul Oakenfold alors que sa carrière débute et que la house commence à intéresser un grand public.
Le label se fait connaître quand Oakenfold réalise ses premiers succès. Il signe de nombreux DJs connus tels que : Carl Cox, BT ou Seb Fontaine. Ses deux plus gros succès sont les albums A Lively Mind et Bunkka de Oakenfold.
En 2010, il devient un sous-label d'Armada Music. Oakenfold commence d'ailleurs à signer aussi sur Armada.
En 2015, Oakenfold célèbre les 25 ans de son label avec une compilation nommée Paul Oakenfold Presents 25 Years of Perfecto Records. La même année le label quitte Armada et devient un sous-label de Black Hole Recordings.

## Artistes
- 2Symmetry
- Angeles
- Adam White
- Amoeba Assassin
- Angry Man
- Armin van Buuren
- Astrix
- Beatman and Ludmilla
- Bobina
- BT
- DJ Skribble
- Dezarate & Michel Manzano
- Dope Smugglaz
- Elucidate
- Emjay
- Grace
- Hernan Cattaneo
- Infected Mushroom
- Jan Johnston
- Moe Aly
- Jelle Boufon
- Kenneth Thomas
- Liam Shachar
- Lyonheart
- Magnif
- Man With No Name
- Minds of Men
- Mystica
- Nat Monday
- Paul Oakenfold
- Perfecto Allstarz
- PPK
- Quivver (John Graham)
- Richard Beynon
- Robert Vadney
- Ross Lara
- Rui da Silva
- Sandra Collins
- Seb Fontaine
- Xander Keyta
- The Fraction
- Tilt
- Timo Maas
- Wild Colour
- Jordan Suckley